# Umi Monogatari ~Anata ga Ite Kureta Koto~
Umi Monogatari ~Anata ga Ite Kureta Koto~ (うみものがたり ～あなたがいてくれたコト～ lit. Historia del Mar ~Que tú estabas allí para mí~?) es un anime del año 2009 del género Shōjo y Magical girls, emitido desde el 24 de junio de 2009.

## Argumento
Marin y Urin son dos hermanas que viven en el océano y que un día encuentran un anillo en el fondo de este, Marin la mayor decide ir a devolver el anillo a su dueña pensando que debe estar desconsolada por haberlo extraviado.
En la tierra conocen a Kanon una chica que vive con su madre y ambas de trabajan de adivinadoras en el centro de la ciudad, Kanon acaba de ser botada por el chico que le gusta (y quien termina siendo la dueña del anillo que no se perdió si no que lo tiró a propósito). Kanon siempre está rodeada de una aura maligna porque ve lo peor en todas las situaciones, cuando Marin le entrega el anillo Kanon lo vuelve a tirar y las chicas se ponen a buscarlo de nuevo.
Urin quien no quería ir a la superficie desde el principio va a buscarlo al bosque donde si querer abre una especie de sepultura que libera una energía maligna y hace despertar a una tortuga con bigotes llamada Matsumoto quien les cuenta que la fuerza maligna se llama Sedna y que traerá mal a la gente del océano como a la gente de la tierra, para eso dos chicas una del mar y otra de la tierra fueron elegidas como las sacerdotisas que terminan siendo Kanon la sacerdotisa del cielo y Marin la sacerdotisa del mar, ambas deberán luchar juntas para detener a Sedna y sus malignos planes de poseer el mar y la tierra.

## Medios

### Anime
El anime está producido y hecho por los estudios Zexcs. Consta de 12 episodios con 24 minutos de duración. Un decimotercer episodio no emitido aparece en el volumen final del DVD, lanzado el 26 de marzo de 2010.
El anime se basa en un popular juego de pachinko fabricado por Sanyo Bussan.

### Manga
Dos adaptaciones a manga de Umi Monogatari están siendo publicadas en dos revistas diferentes por diferentes editoriales.
La primera versión está ilustrado por Akira Katsuragi y son publicandos en la revista Mag Garden Monthly Comic Blade. La segunda versión está ilustrado por Tonmi Narihara y son publicandos en la revista Futabasha Comic High!.

## Música
El anime utiliza dos temas musicales. El tema de apertura es "violet" por Marble y el tema de cierre es "Tōmei na Inori" (透明な祈り?) por Masumi Itō. Lantis lanzó tres bandas sonoras de Umi Monogatari ~Anata ga Ite Kureta Koto~. La primera, "violet", fue lanzado el 23 de julio de 2009. La segunda, "Treasure!? ~Kimi to Deaeta koto~" (Treasure！～君と出逢えたコト～?), fue lanzada el 5 de agosto de 2009. La tercera, "Tōmei na Inori" (透明な祈り?), fue lanzado el 26 de agosto de 2009.